# Australoglypta latrobei
Australoglypta latrobei là một loài tò vò trong họ Ichneumonidae.